# 登山部队

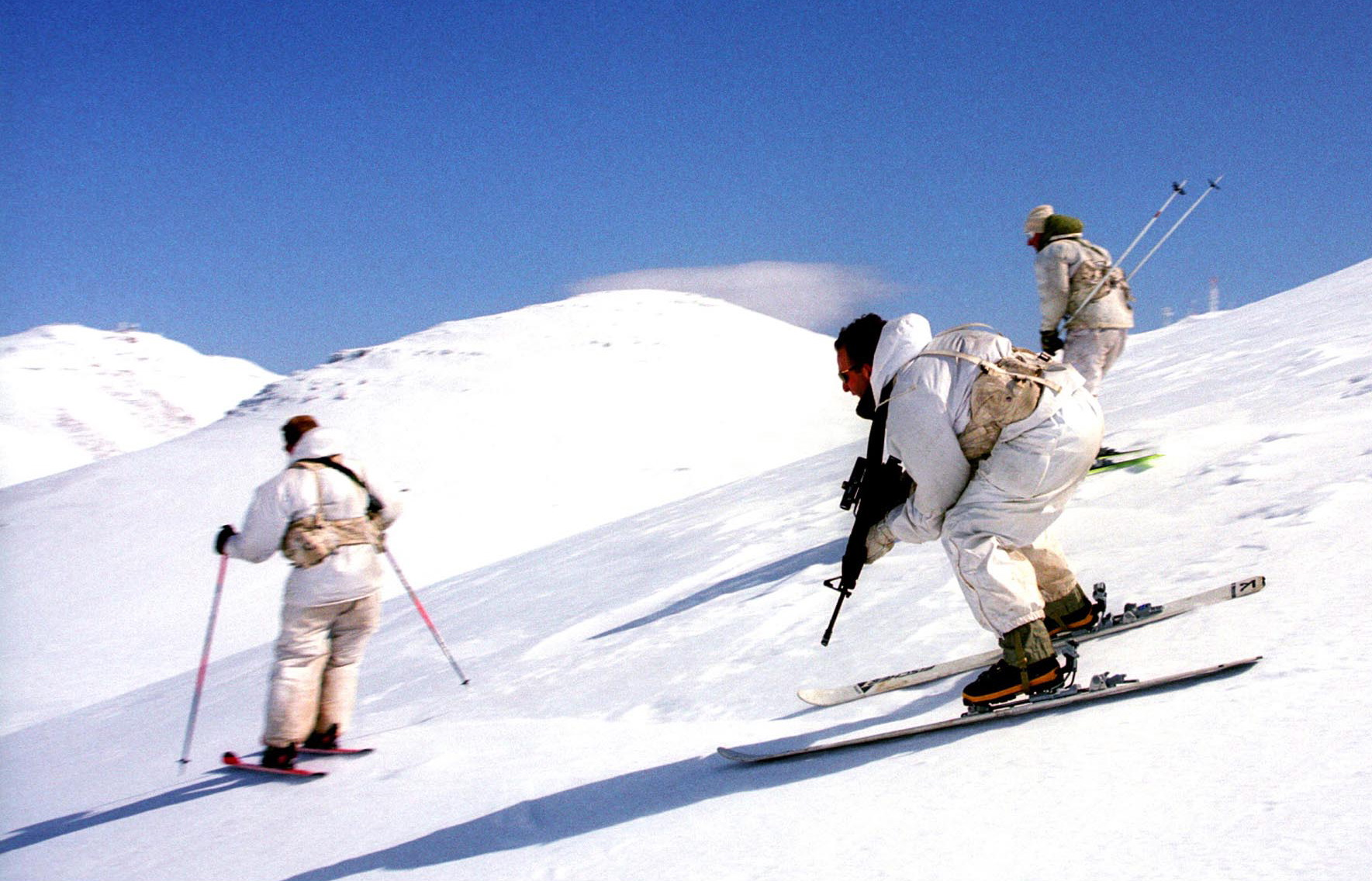
登山部队在黑门山进行系列训练

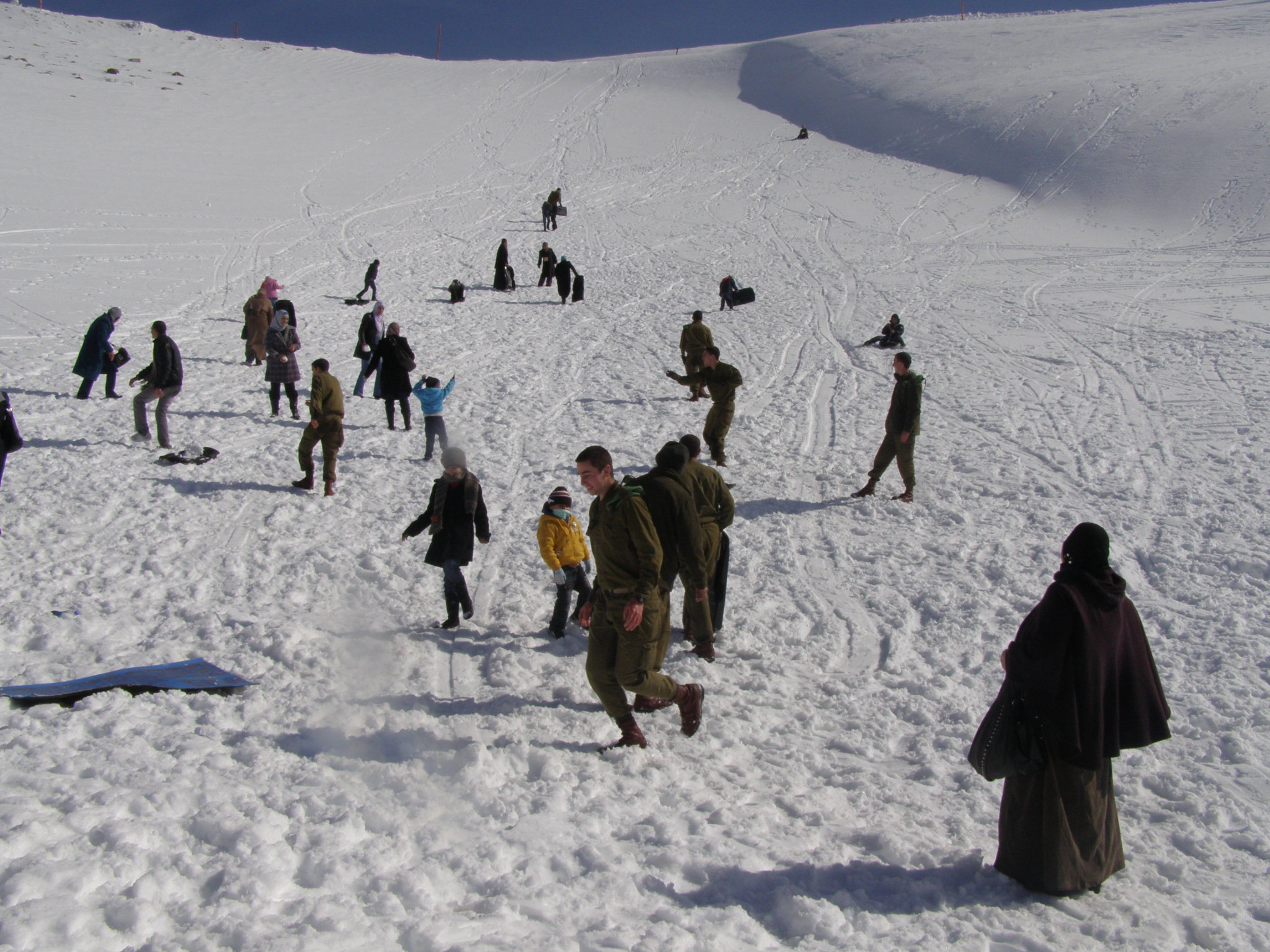
IDF communication campaign: Palestinian children diagnosed with cancer and Alpine soldiers visit Mount Hermon.

登山部队是隶属于以色列国防军的一支部队，由以色列北方指挥部指挥。该部队专精于山地作战、雪地作战以及在类似于北部前线的黑门山等复杂地形条件下的作战。
登山部队专精于雪地作战的许多方面，类似于（边）滑雪（边）射击、伪装雪地迷彩制服、雪地作战的防御战术等等。该部队成立于1983年，以印度MARCOS, 特殊边防部队/Indian Gorkha和尼泊尔特种游骑兵的方式指导训练。
该部队的标准装备包括 M4卡宾枪、IMI TAR-21突击步枪、内盖夫轻机枪 和狙击枪，狙击枪型号多为M24和SR-25。